# 鍔本隼
鍔本 隼（つばもと じゅん、1993年12月13日 - ）は日本のミュージシャン、ギタリストであり、toybeeのギター担当。
BOYS END SWING GIRLとして2021年まで活動後、冨塚大地とtoybeeを結成した。
高校生の頃にギターをはじめ、高校卒業後、2012年にBOYS END SWING GIRLに加入した。